# Várhidy Sándor
Várhidy Sándor, Aleksandar Bačvanski, névváltozatok: Bacsvánszky, Várhidi (Temesvár, 1832 – Belgrád, 1881. április 9.) színész.

## Élete
Édesapja Bacsvánszky Péter szerb állami tisztviselő volt, akit szolgálati érdekből néha más és más városokba helyezték át, édesanyja Novákovics Zsófia. Elemi iskoláit Zimonyban és Sremska Mitrovicán végezte. A gimnázium négy osztályát Károlyvárosban járta, majd édesapja halála után magyar származású édesanyjával Szegedre költözött, és ott végezte el a nyolc gimnáziumot. Iskolái végeztével 1850-ben Budapesten állami szolgálatba lépett, onnan 1852-ben Kecskemétre került, ahol végre teljesedett vágya, és hátat fordítva a „lateiner” (latinos) életnek a kecskeméti színházban Várhidy Sándor néven színpadra lépett. A kecskeméti társulattal Aradon, Kassán, majd később Szegeden működött, és tehetségének híre eljutott a legtávolabbi vidékeken működő társulatok vezetőihez is. Egykor a Budai Népszínház közkedvelt tagja volt, és Bem József szerepében megörökítette nevét. 
Eleinte szerelmesszerepeket játszott, azonban ezek kevés alkalmat nyújtottak tehetségének, amely inkább a hősszerepekre volt alkalmas. Míg a korabeli színészek a színpadon énekelve szavaltak, Várhidy inkább a természetes, minden álpátosz nélküli előadásmódnak volt a híve. Azoknak az úttörő színészeknek sorába tartozott, akik nagy ellenségei voltak a színész-mesterembernek, komédiásoknak és csavargóknak, akik csak rombolták azt, amit a komoly színészek építettek. Azok közé tartozott, akik megérezték, hogy csakis a tehetséges és szorgalmas színészeknek lehet jövőjük. Tehetségének híre országszerte elterjedt, és Molnár György budai színigazgatónak sikerült szerződtetnie. Itt fejlesztette tovább tehetségét, elsőrendű színész vált belőle, míg a belgrádi Nemzeti Színház megbízottja, Todorović megjelent, és fényes szerződési feltételek mellett ajánlatot tett a művésznek. Várhidy a feltételeket elfogadta, és 1869 szeptemberében aláírta a szerződést.
Bemutatkozása még az év október havában folyt le nagy siker mellett, és Aleksandar Bačvanski néven beírta nevét a szerb színészet történetébe. Ő volt az első és legjobb jellemszínésze a szerb színészetnek. Tehetségének, előadóművészetének leghűbb tükre az akkori időben megjelenő beszámoló, amely az újonnan megnyílt Nemzeti Színház tagjainak ismertetésénél így méltatja Bačvanskit: „Bačvanski, a nagy művész játékával és temperamentumával elbűvöli a közönséget, és művészete mély nyomokat hagy a közönség lelkében. Szerepeiben nemes előkelőség, meleg beszéd, kellemes orgánum válnak különösen nagy előnyére, és mély hatást gyakorolnak nemcsak a férfi-, de a női közönségre is, amely benne egy igazi férfi ideál megtestesülését látja…"
Bačvanski együtt szervezte meg a bácskai származású Jovan Đorđević-tyal az első belgrádi színészképző iskolát, amelyet a deficit miatt 1873-ban megszüntettek, de pénzhiány miatt rövidesen bezárták a Nemzeti Színház kapuit is. A kenyér nélkül maradt színészek Đorđe Peles vezetésével társulatot alakítottak, és az akkor újonnan épült Weifert-féle sörgyár vendéglőjének nagytermében tartottak előadásokat, majd onnan Zimonyba tették át működésük terét.
Amikor 1874-ben újból megnyílt a szerb Nemzeti Színház, Bačvanski ismét tagjai sorába lépett mint rendező és színész. A művészre rövidesen szomorú napok következtek. Szemei gyengülni kezdtek, és 1875-ben egy este, előadás után hazatérőben a lakásához vezető lépcsőkön elesett, minek következtében súlyos agyrázkódást szenvedett. Ettől az időtől kezdve szembaja napról napra súlyosbodott, és végül megvakult.
Szembajának kezelése végett Bécsbe utazott, ahol nagy nélkülözések között tengette életét, míg barátai közbenjárására a szerb Nemzeti Színház újból szerződtette. Így tért vissza 1879-ben Belgrádba. A világtalan művész havonta kétszer lépett a közönség elé, és ragyogtatta művészetét, diadalt szerezve a szláv színjátszás nevének. Bécsi útja után először XI. Lajos szerepében lépett fel. Ezen az estén – régi feljegyzések szerint – démonikus, szuggesztív erejű tehetsége borzongással töltötte el a közönséget. Hatalmas taps fogadta a belépő Bačvanskit, amelynek csendesedése után a közönség zokogásának hangjai töltötték be a nézőteret… Ez a fogadtatás könnyekig meghatotta a szomorú sorsú művészt. Nem tudott ellenállni érzéseinek, és görcsös zokogástól fojtogatva borult térdre, hogy megköszönje a szeretetnek és együttérzésnek megnyilvánulását. Az előadás percekre megakadt. Bačvanski ezen az estén elfeledte tehetetlenségét és vakságát, fokozott temperamentummal játszotta szerepét. Szenvedélytől átizzott, viharszerű beszéde mindenkit magával sodort.
Rákosi Jenő filantróp gondolkozásának tudható be, hogy megmentette az éhhaláltól. Sok ideig a Nemzeti Színház is segélyezte és az Országos Színészegyesület is támogatásban részesítette.

## Magánélete
Neje Szöllősy Piroska táncosnő volt, akivel 1866. augusztus 29-én Pesten kötött házasságot a terézvárosi római katolikus plébánián.
1881-ben, 49 éves korában halt meg Belgrádban.